# Pantaléon de Nicomédie
Pour les articles homonymes, voir Saint-Pantaléon et Pantaléon (homonymie).
Pantaléon de Nicomédie ou saint Pantaléon (en grec : Παντολέων, Pantoléōn), également connu sous le nom de Pantalémon ou Pantéléimon (en grec : Παντελεήμων, Panteleḗmōn),, né en 275 à Nicomédie et mort martyr dans la même ville en 303 ou  305, est un médecin anargyre à la cour de l'empereur Maximien. Il figure dans les plus anciens martyrologes. Saint auxiliateur, il est fêté le 27 juillet,.

## Noms et étymologie
- Le nom Pantaléon est la forme française du nom sous lequel il est vénéré par l'Église catholique. Ce nom dérive de Παντολέων (Pantoléōn), son nom de naissance et variante du nom grec Πανταλέων (Pantaléōn). Ces deux noms proviennent du grec ancien : πᾶς, πάντᾰ (pâs, pánta, « tout ») et λέων (léōn, « lion »)[5].

- Le nom Pantalémon est la forme française du nom sous lequel il est vénéré par l'Église orthodoxe. Ce nom dérive de Παντελεήμων (Panteleḗmōn), nom par lequel il a été renommé à son baptême[6],[7], et qu'on trouve également retranscrit en Pantéléimon, Pantéléèmon ou Pantaléémon. Ce nom provient du grec ancien : πᾶς, πάντᾰ (pâs, pánta, « tout ») et ἐλεήμων (eleḗmōn, « miséricordieux »)[8],[9].

## Hagiographie
Selon la légende, Pantaléon, est originaire de Nicomédie en Bithynie. Il est élevé chrétiennement par sa mère Eubule, mais n'est pas baptisé lorsqu'il est confié par son père païen au grand docteur Eufrosinos pour lui apprendre la médecine. Il devient médecin à la cour de l'empereur Maximien, et il est fort apprécié pour ses connaissances et ses talents. Un prêtre chrétien l'instruit sur la foi chrétienne, et après deux miracles, il se convertit au christianisme. Pantaléon vend ensuite tous ses biens, les distribue aux pauvres et soigne les malades gratuitement au nom du Christ,,.

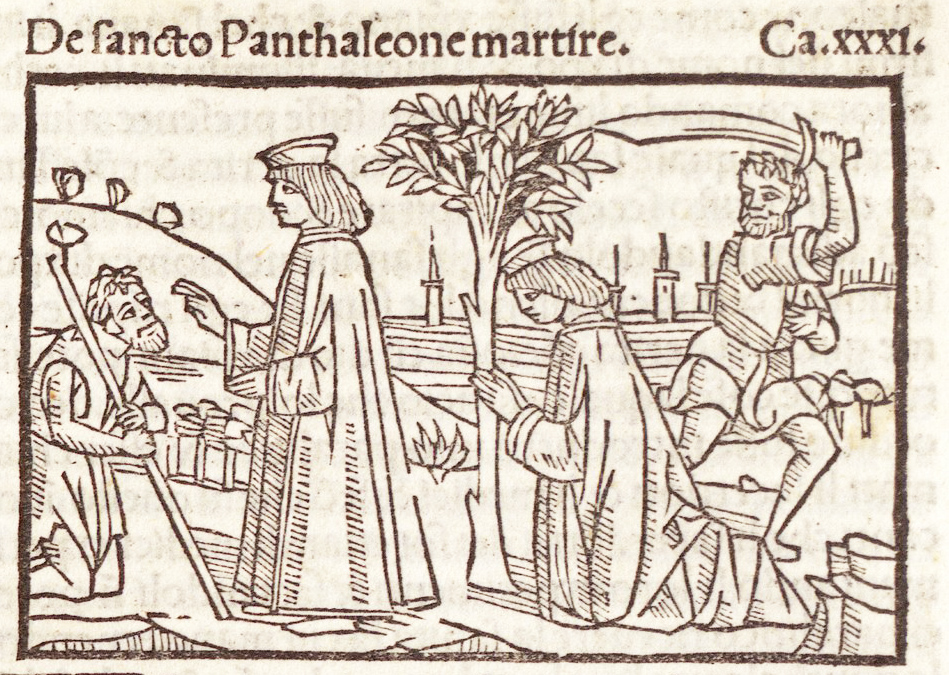
Pantaléon dans La Légende dorée (1497).

Malgré sa popularité auprès des populations, il est dénoncé comme chrétien par d'autres médecins jaloux de sa notoriété. Il est arrêté et sommé de renier sa foi. Devant son refus, il est condamné à être dévoré par les bêtes. Après divers supplices, il est enfin décapité à Nicomédie (aujourd'hui Izmit),,.
Le synaxaire des Églises d'Orient témoigne de la vénération dont il fut l'objet dès les premiers temps.
Il est canonisé plus tard à Rome avec le nom italien de Pantaleone. Il est alors déclaré patron des médecins.

## Popularité

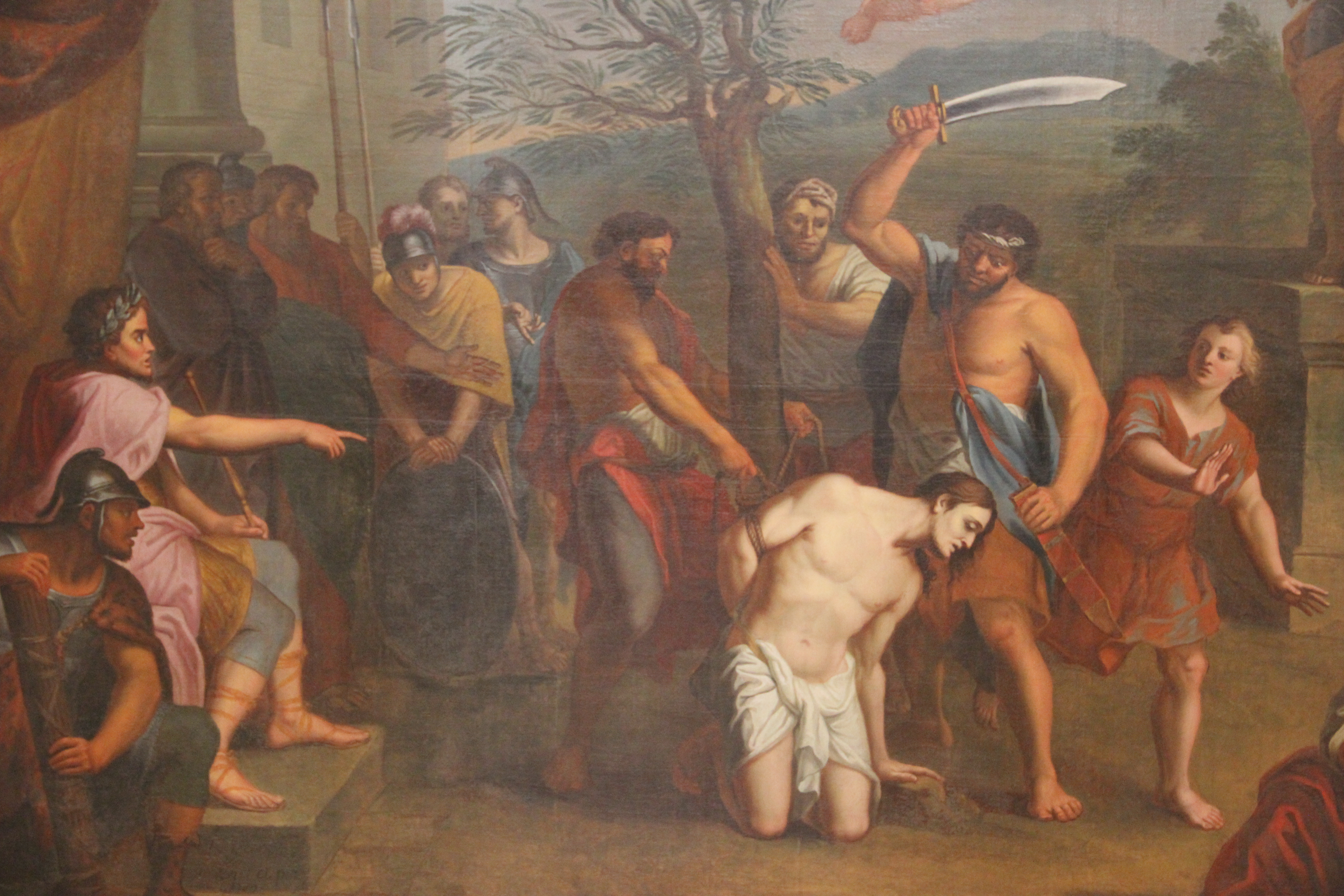
Peinture de La Décapitation de saint Pantaléon se trouvant dans Église Saint-Pantaléon de Commercy (Meuse).

Dans l'Église Orthodoxe, il est considéré comme un « très grand martyr » qui l'appellent Panteleimon. 
Saint Pantaléon était très populaire à Venise, où une église lui est consacrée. Aussi leurs voisins ont-ils donné aux Vénitiens le sobriquet de « Pantalone », et Pantalone devint un personnage de la commedia dell'arte, homme mûr, avare, libidineux et beau parleur, portant une culotte longue qui a pris en français le nom du personnage, ce sens étant ensuite réemprunté par l'italien.
En France, une douzaine d'églises et de communes portent le nom de Saint-Pantaléon, ainsi que les déclinaisons Saint-Pandelon qu'on retrouve dans les Landes ou Saint-Pantaly sur deux communes de la Dordogne : Saint-Pantaly-d'Ans et Saint-Pantaly-d'Excideuil .
En Suisse, une commune du canton de Soleure s'appelle Nuglar-Sankt Pantaleon.

## Représentations

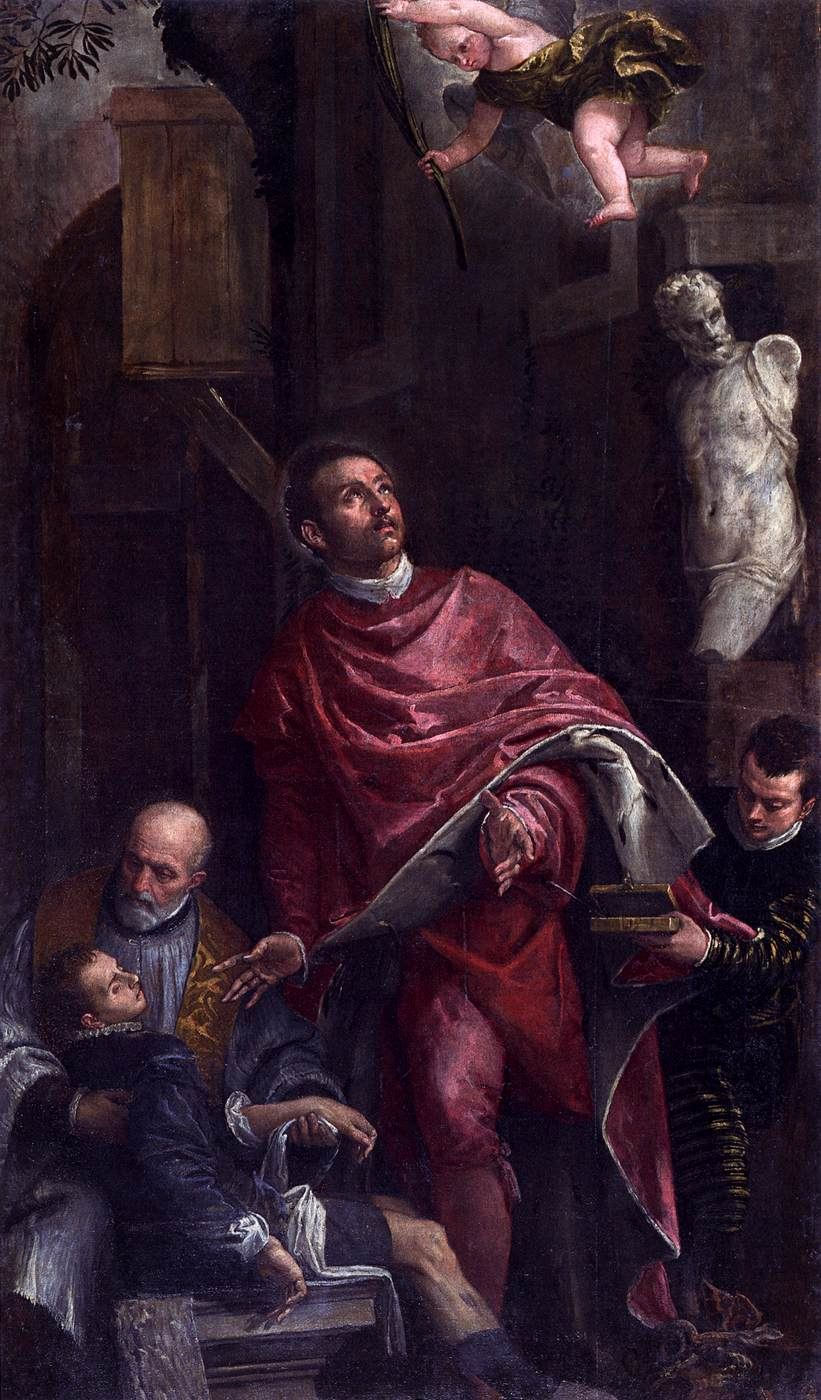
Conversion de saint Pantaléon. Bonifacio Veronese, vers 1580.

On le représente avec des attributs de médecin, ou en train de soigner des malades.
Un tableau de Bonifacio Veronese le représente guérissant un petit garçon : la Conversion de saint Pantaléon datant de 1580 environ. Il est conservé dans l'église San Pantalon de Venise.

## Invocations et patronages
On l'invoque contre la tuberculose, le strabisme et les maux de tête. Il est patron des médecins, des assistantes maternelles et des nourrices.
Il est à l'origine de la coutume des gnocchis du 29 pratiquée dans le Cône Sud de l'Amérique latine, et issue d'une légende vénitienne.

## Fête
Sa mémoire est célébrée le 27 juillet tant  dans l'Église Orthodoxe que catholique.
Certains chrétiens lui portent une dévotion tous les 27 du mois, comme à Buenos Aires.

## Sources et références
- Le petit livre des saints - Rosa Giorgi - Larousse - 2006 -  (ISBN 2-03-582665-9)

1. ↑  « Saint Pantalémon - Louvre Collections » (consulté le 5 juin 2023)
2. 1 2  « Prière pour les médecins et tous ceux qui servent les malades », sur sagesse-orthodoxe.fr, 6 août 2023 (consulté le 23 août 2024).
3. 1 2 3 4 5  « Saint Pantaléon Martyr (+ 303) », sur Nominis (consulté le 22 août 2024).
4. ↑  « saints pour le 27 juillet du calendrier ecclésiastique », sur Forum Orthodoxe (consulté le 23 août 2024).
5. ↑  « Pantaleon », sur Behind the Name (consulté le 6 juin 2023)
6. ↑  « Saint Hermolaus the Holy Hieromartyr, Teacher of Saint Panteleimon & Holy Unmercenary », sur Greek Orthodox Church of Saint Paraskevi (consulté le 6 juin 2023)
7. ↑  « Pantaleon or Pantaleimon—A most noble physician », sur Hektoen International (consulté le 6 juin 2023)
8. ↑  « Panteleimon », sur Behind the Name (consulté le 6 juin 2023)
9. ↑  « 27/07 St Pantaléon, martyr », sur Introibo (consulté le 6 juin 2023)
10. 1 2  « Le martyrologe romain fait mémoire de Pantaléon », Magnificat, no 248,‎ juillet 2013, p. 362.
11. 1 2 3 4  (it) Antonello Antonelli, « San Pantaleone Medico e martire », sur santi e beati, 12 novembre 2001 (consulté le 22 août 2024).
12. ↑  "Pantalone", Dizioniario etimologico online, lire en ligne, consulté le 17 mai 2021
13. ↑  Chantal Tanet et Tristan Hordé, Dictionnaire des noms de lieux du Périgord, p. 354, éditions Fanlac, 2000,  (ISBN 2-86577-215-2)
14. ↑  Christine Laigneau, « Le sanctuaire Saint Pantaléon à Buenos Aires, La régulation institutionnelle d'un culte thérapeutique », Archives de Science sociale des Religions, no 130,‎ juin 2005, p. 37-53 (lire en ligne, consulté le 23 août 2024).